# Liste des médaillés olympiques en golf
Cet article présente la liste des médaillés aux Jeux olympiques en golf.

## Compétition masculine
| Édition                        | Or                                 | Argent                             | Bronze                                   |
| ------------------------------ | ---------------------------------- | ---------------------------------- | ---------------------------------------- |
| Paris 1900                     | Charles Sands (USA)                | Walter Rutherford (GBR)            | David Robertson (GBR)                    |
| Saint-Louis 1904               | George Lyon (CAN)                  | Chandler Egan (USA)                | Burt McKinnie (USA) Francis Newton (USA) |
| De 1908 à 2012                 | Non inscrit au programme olympique | Non inscrit au programme olympique | Non inscrit au programme olympique       |
| Rio de Janeiro 2016            | Justin Rose (GBR)                  | Henrik Stenson (SWE)               | Matt Kuchar (USA)                        |
| Tokyo 2020                     | Xander Schauffele (USA)            | Rory Sabbatini (SVK)               | Pan Cheng-tsung (TPE)                    |
| Paris 2024 résultats détaillés | Scott Scheffler (USA)              | Tommy Fleetwood (GBR)              | Hideki Matsuyama (JPN)                   |

## Compétition féminine
| Édition                        | Or                                 | Argent                             | Bronze                             |
| ------------------------------ | ---------------------------------- | ---------------------------------- | ---------------------------------- |
| Paris 1900                     | Margaret Abbott (USA)              | Pauline Whittier (USA)             | Daria Pratt (USA)                  |
| De 1904 à 2012                 | Non inscrit au programme olympique | Non inscrit au programme olympique | Non inscrit au programme olympique |
| Rio de Janeiro 2016            | Inbee Park (KOR)                   | Lydia Ko (NZL)                     | Shanshan Feng (CHN)                |
| Tokyo 2020                     | Nelly Korda (USA)                  | Mone Inami (JPN)                   | Lydia Ko (NZL)                     |
| Paris 2024 résultats détaillés | Lydia Ko (AUS)                     | Esther Henseleit (GER)             | Lin Xiyu Janet (CHN)               |

## Ancienne discipline

### Épreuve par équipes masculine
| Édition          | Or | Argent | Bronze |
| ---------------- | --- | --- | --- |
| Saint-Louis 1904 | États-Unis Edward Cummins Kenneth Edwards Chandler Egan Walter Egan Robert Hunter Nathaniel Moore Mason Phelps Daniel Sawyer Clement Smoot Warren Wood | États-Unis John Cady Albert Lambert John Maxwell Burt McKinnie Ralph McKittrick Francis Newton Henry Potter Frederick Semple Stuart Stickney William Stickney | États-Unis Douglass Cadwallader Jesse Carleton Harold Fraser Arthur Hussey Orus Jones Allen Lard George Oliver Simeon Price John Rahm Harold Weber |